# Kurt Rosenwinkel
Kurt Rosenwinkel   (Filadèlfia, 28 d'octubre de 1970) és un guitarrista estatunidenc i compositor de música jazz que començà destacar els anys 1990.
Es va iniciar en el món de la música mitjançant el piano, que utilitza encara ocasionalment durant la composició, per després a l'edat de 12 anys passar-se a la guitarra. Inicialment la seva manera d'improvisar va ser influït per guitarristes com Pat Metheny i John Scofield, però successivament ha emergit el seu estil personal amb un fraseig lliure i lineal, semblant al de músics dels anys 40 i 50 com Lennie Tristano. El seu llenguatge musical i els seus acords són molt complexos i avançats, inspirats també per artistes com George Van Eps i Ben Monder. Va assistir a la "Berklee School of Music" durant dos anys i mig abans d'abandonar-la per fer gires amb Gary Burton, en aquell temps un dels "grans" del jazz. Seguidament, es va traslladar a Brooklyn on va continuar madurant i es converteix en un dels guitarristes de més relleu de la seva generació tocant amb "The Human Feel", "Paul Motian's Electric Bebop Band", "Joe Henderson Group", i el "Brian Blade Fellowship".
Al 1995 va rebre el premi "Composer's Award" del "National Endowment for the Arts" i signa amb Verve Records. Des de llavors ha tocat i enregistrat ja sigui com a líder o com a acompanyant amb artistes de la talla de Mark Turner, Brad Mehldau, Joshua Redman, Chris Potter, Jeff Ballard, Eric Harland, Aaron Parks, Seamus Blake, Jason Lindner, Danilo Pérez, Aaron Goldberg i molts otros. El seu àlbum de 2005, Deep Song (2005), té també la participació de Mehldau i Joshua Redman. Entre els seus àlbums dignes de nota trobem "The Enemies of Energy, The Next Step" i el més experimental ""Heartcore".
Originari de Filadèlfia, Kurt Rosenwinkel actualment resideix amb la seva dona i els seus dos fills a Berlín i ensenya al "Jazz Institute Berlin".
El 2012 es va publicar el doble àlbum "Star Of Jupiter", amb Aaron Parks al piano, Eric Revis al contrabaix i Justin Faulkner a la bateria.
En 2014 posa en marxa el seu últim projecte, el "trio Bandit 65", format pel mateix Rosenwinkel, el també guitarrista Tim Motzer i el baterista Gintas Janusonis, que revisa alguns aspectes de la psicodèlica dels anys seixanta del segle passat. Un sorprenent paisatge sonor creat amb impactant's improvisacions i una mica d'electrònica, jugant amb l'estètica vibrant de la dècada prodigiosa.

## Estil
L'estil de Kurt Rosenwinkel és profundament heterogeni. Es distingeix per una notable tècnica sobre l'instrument, el fraseig melòdic i el seu enfocament a l'harmonia influenciat per artistes com George Van Eps, Tal Farlow, Lennie Tristano, John Coltrane fins a arribar a artistes moderns com Allan Holdsworth i Pat Metheny. Peculiar és el seu enfocament a la improvisació, que segueix cantant nota per nota (i no només un esbós de la melodia). És difícil sentir la seva guitarra lliure d'efectes i pedals, dels quals fa un ampli ús i que tradueixen la seva constant investigació del so "ideal". La seva visió musical no queda limitada al món del jazz sinó que va incorporant influències Hip-Hop, Rock i clàssiques.

## Didàctica
Kurt Rosenwinkel és molt actiu en l'àmbit didàctic i, a més d'ensenyar habitualment, imparteix amb freqüència seminaris i assessoraments a tot el món i en particular a Europa, on ha tingut alumnes com l'empordanès Carles Bech Pastra.